# Ceuta
Ceuta Spanyolország autonóm városa Észak-Afrikában.

## Neve
Elnevezésének eredete a latin Septa – ahogy a rómaiak nevezték a várost – eltorzulása az arab nyelven keresztül (Sebtah), ez pedig a latin septemből származik és a területen fekvő hét hegyre utal.

## Földrajz

### Fekvése

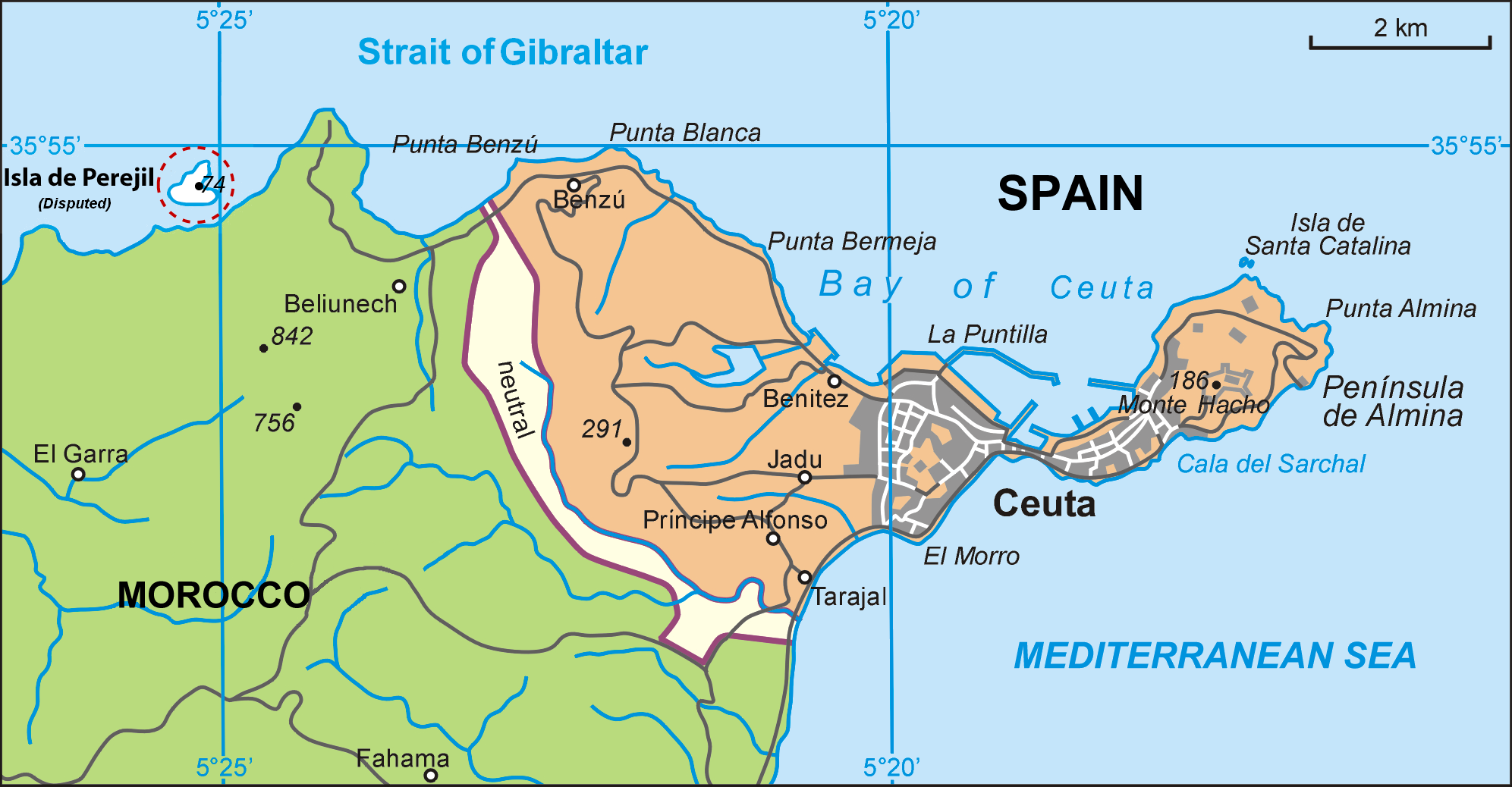
Ceuta térképe. A térkép bal oldalán a Petrezselyem-sziget látható

A 28 km² kiterjedésű Ceuta autonóm város Észak-Afrikában, a Földközi-tenger partján, a Gibraltári-szoros közelében fekszik. A várost nyugatról, a szárazföld felől Marokkó határolja.

### A határ
A spanyol hatóságok az illegális bevándorlás visszaszorítására Ceuta város határán hat méter magas kerítést emeltek, melyeket szögesdrótokkal és mozgásérzékelőkkel erősítettek meg.

### Éghajlat
A város klímája mediterrán. Az enyhe hőmérséklet és a csapadék szintjének egyenetlensége jellemzi. Az évi átlaghőmérséklet 16,6 °C.

## Történelem
A város stratégiai fontosságú elhelyezkedése miatt már az ókorban is lakott hely volt. Először a karthágóiak létesítettek itt települést, amelyet Abylának neveztek el. Őket a rómaiak követték, akik egészen az 5. század elejéig itt állomásoztak, amikor a vandálok foglalták el. A vandál uralmat rövid ideig vizigót uralom követte, őket váltották a bizánciak. 710-ben az arab seregek elfoglalták a várost, amelyet az Ibériai-félsziget megszállásának egyik bázisaként használtak. A várost 740-ben berber törzsek dúlták fel.
1415-ben a várost a portugálok foglalták el. Ez volt a Portugál Birodalom első tagja. 1668. január 1-jén azonban, Portugália függetlenségének elismeréséért cserébe, VI. Alfonz portugál király hivatalosan is átadta az ellenőrzést a spanyol uralkodó II. Károly részére.
Mikor 1956-ban Marokkó elnyerte függetlenségét, Ceuta Melilla várossal együtt spanyol fennhatóság alatt maradt.

## Közigazgatás
Ceuta autonóm város Spanyolország részeként (ezen státuszának elnyerése előtt Cádiz tartomány része volt). Az ország 1986-os európai uniós csatlakozása előtt vámmentes kikötőként üzemelt.
Marokkó 2002-ben kísérletet tett a várostól nem messze lévő Petrezselyem-sziget elfoglalására (a terrorizmus elleni harc jegyében), ám ezt a spanyol haditengerészet meghiúsította

## Gazdaság

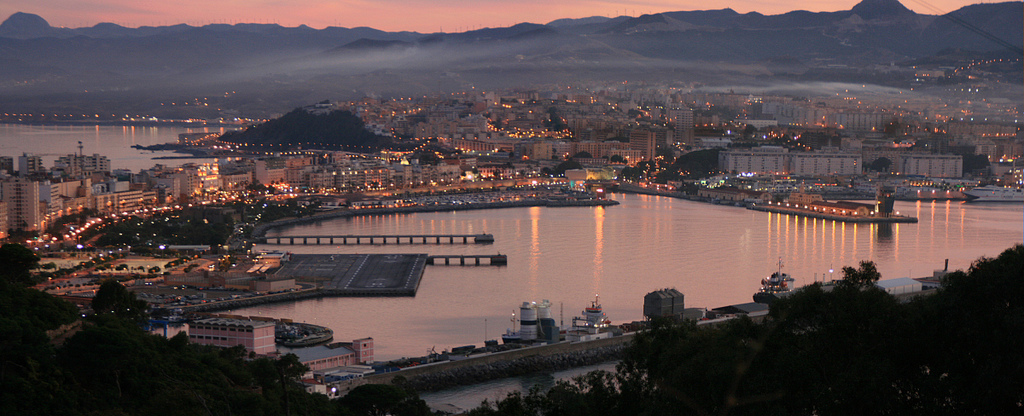
Ceuta kikötője este

A város gazdasági életének középpontjában a kikötő valamint az ehhez kapcsolódó iparágak állnak (olajkikötő, halpiacok valamint katonai létesítmények). A város nehezen létezne mezőgazdaság és állattenyésztés nélkül, ugyanis a halászat elsősorban a legfontosabb tevékenység. Az egyenetlen fekvés és a víz, az energia és nyersanyaghiány lehetetlenné tette a nagymértékű fejlődését a városnak.

## Közlekedés

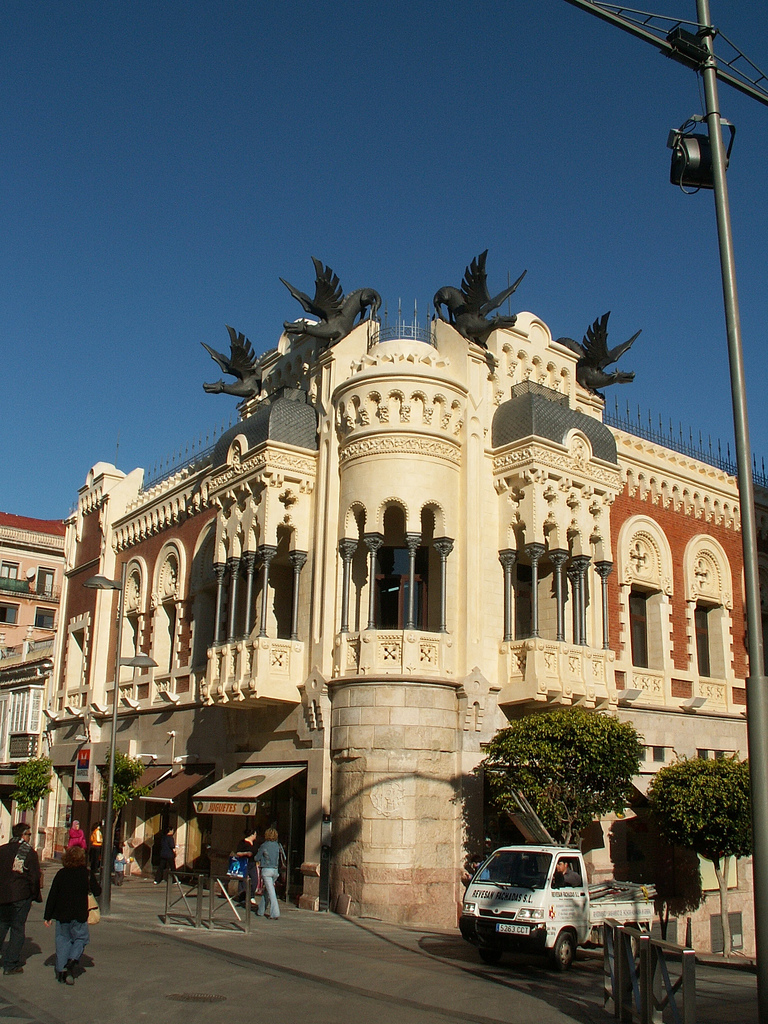
Sárkányos ház

Ceuta fontos kikötőhely. Repülőtérrel nem rendelkezik, viszont rendszeres helikopterjárat köti össze Málaga nemzetközi repülőterével.

## Kultúra
A város több heavy metal együttes székhelye, közülük a legismertebb a Mördark.

## A város szülöttei

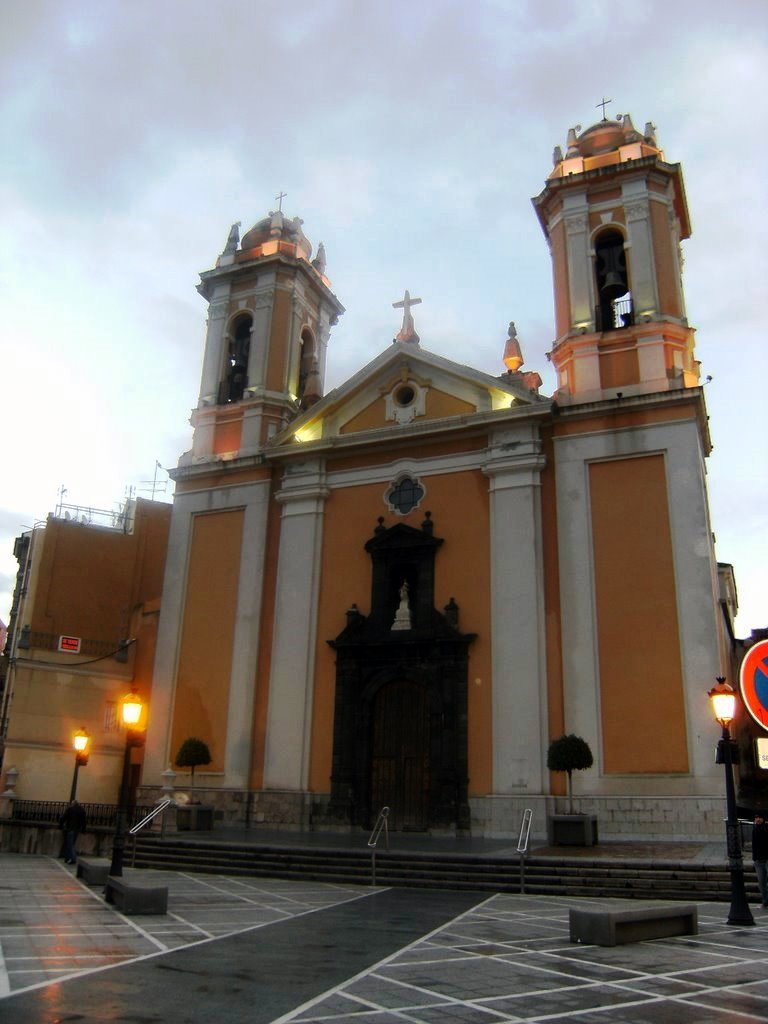
Templom

- Idríszí (1100–1166), térképész, botanikus.
- Antonio Dorregaray (1820–1882), spanyol tábornok.
- Manuel Chaves González (* 1945), politikus.
- José Martínez Sánchez "Pirri" (* 1945), labdarúgó.
- Nayim (* 1966), labdarúgó.
- Carmen Miriam Jiménez Rivas (* 1982), Bellepop tagja.
- Guillermo Molina (*1984) világbajnok vízilabdázó

## Testvértelepülések
- Aci Catena, Olaszország
- Cádiz, Spanyolország
- Algeciras, Spanyolország
- Melilla, Spanyolország
- Guadalajara, Mexikó

## Fordítás
Ez a szócikk részben vagy egészben  a   Ceuta című angol Wikipédia-szócikk fordításán alapul.  Az eredeti cikk szerkesztőit annak laptörténete sorolja fel. Ez a jelzés csupán a megfogalmazás eredetét és a szerzői jogokat jelzi, nem szolgál a cikkben szereplő információk forrásmegjelöléseként.